# Igor Oberberg
Igor Oberberg (né le 20 février 1907 à Iekaterinbourg, mort le 22 décembre 1996 à Berlin) est un directeur de la photographie allemand.

## Biographie
Oberberg arrive en Allemagne en 1919, à Berlin. De 1926 à 1927, il fait un apprentissage photographique à l'école d'Association Lette (de). En 1927, il commence à travailler comme assistant son pour le cinéma. Il devient ensuite assistant chef opérateur et travaille sur de nombreuses productions dans cette fonction. Il devient directeur de la photographie principal en 1939 et participe principalement à des films de divertissement, mais aussi à des films de propagande.
Après la Seconde Guerre mondiale, il poursuit sa carrière dans le cinéma allemand. En plus de certaines productions ambitieuses de Helmut Käutner, il réalise des Heimatfilms, des comédies, des Schlagerfilms et plusieurs courts métrages documentaires. En 1972, il reçoit le Filmband in Gold pour son œuvre. Son héritage se trouve au musée du film de Potsdam.

## Filmographie
- 1939 : Kongo-Express (de)
- 1940 : Christine
- 1940 : Das leichte Mädchen
- 1941 : Sous-marin, en avant ! (de)
- 1941 : Der Meineidbauer
- 1942 : GPU
- 1942 : Liebesgeschichten
- 1943 : Man rede mir nicht von Liebe (de)
- 1943 : Um 9 Uhr kommt Harald
- 1944 : Das Leben ruft
- 1945 : Sous les ponts
- 1947 : In jenen Tagen (de)
- 1948 : Film ohne Titel
- 1948 : Le Péché originel
- 1949 : Der Bagnosträfling (de)
- 1950 : Dieser Mann gehört mir (de)
- 1950 : Die wunderschöne Galathee
- 1950 : C'est arrivé un jour (de)
- 1950 : Land der Sehnsucht (de)
- 1951 : Aux frontières du péché (de)
- 1952 : Toxi (de)
- 1952 : Amours, délices et jazz (de)
- 1952 : Königin der Arena (de)
- 1953 : Frauen, Filme, Fernsehfunk
- 1953 : Die Stärkere (de)
- 1953 : Et le cœur danse (de)
- 1953 : Das ideale Brautpaar
- 1954 : Annette de Tharau
- 1954 : Rittmeister Wronski
- 1955 : Der Hauptmann und sein Held
- 1955 : Du mein stilles Tal
- 1955 : Zärtliches Geheimnis (de)
- 1956 : Das Mädchen Marion (de)
- 1957 : Made in Germany
- 1958 : Ist Mama nicht fabelhaft?
- 1957 : Ósmy dzien tygodnia (Der achte Wochentag)
- 1958 : Solange das Herz schlägt
- 1959 : Et tout le reste n'est que silence
- 1960 : Schlagerraketen – Festival der Herzen
- 1961 : Les Fiancées d'Hitler (de)
- 1961 : Trop jeune pour l'amour (de)
- 1961 : Eine hübscher als die andere (de)
- 1970 : Die Feuerzangenbowle (de)
- 1973 : Die Zwillinge vom Immenhof (de)
- 1974 : Frühling auf Immenhof (de)